# Agorius
Agorius é um gênero de aranhas da família Salticidae, também conhecidas como aranhas saltadoras.
Novas espécies ainda não descritas tem sido encontradas na Malásia e Sobá. Nenhuma nova espécie foi descrita em cem anos, apenas duas novas espécies foram descritas por volta dos anos 2000.
O gênero Agorius e Synagelides (e talvez Pseudosynagelides) são algumas vezes distintos como um grupo de gêneros, chamado de sub-família Agoriinae Simon, 1901. Diversas novas espécies foram encontradas mas não descritas ainda.

## Descrição
Ambos os sexos tem medem cerca de 8 mm de comprimento. Agorius é similar ao Myrmarachne, um outro bom exemplo de mimetismo de formigas, sendo distinguida da primeira por não ter quelíceras largas e pontudas, além de não ser encontrada sobre a vegetação sobre o solo, apenas na serapilheira de florestas florestas húmidas.
A. borneensis, A. formicinus and A. semirufus são conhecidas apenas por espécimes machos, enquanto A. cinctus e A. gracilipes têm apenas exemplares femininos.

## Leituras avançadas
- Edmunds, M. & Prószynski, J (2001): New species of Malaysian Agorius and Sobasina (Araneae: Salticidae). Bull. Br. arachnol. Soc. 12: 139–143.